# Антонюки
Антонюки́ — село Миколаївської селищної громади у Березівському районі Одеської області в Україні. Населення становить 691 осіб.

## Населення
Згідно з переписом УРСР 1989 року чисельність наявного населення села становила 720 осіб, з яких 308 чоловіків та 412 жінок.
За переписом населення України 2001 року в селі мешкала 691 особа.

### Мова
Розподіл населення за рідною мовою за даними перепису 2001 року:
| Мова       | Відсоток |
| ---------- | -------- |
| українська | 96,09 %  |
| російська  | 1,88 %   |
| молдовська | 1,59 %   |
| вірменська | 0,14 %   |
| інші       | 0,30 %   |